# Karangsembung (Karangsembung)
Karangsembung is een bestuurslaag in het regentschap Cirebon van de provincie West-Java, Indonesië. Karangsembung telt 4901 inwoners (volkstelling 2010).